# 2349 Курченко
2349 Курченко (енгл. 2349 Kurchenko) је астероид главног астероидног појаса са пречником од приближно 21,52 .
Афел астероида је на удаљености од 3,094 астрономских јединица (АЈ) од Сунца, а перихел на 2,447 АЈ.
Ексцентрицитет орбите износи 0,116, инклинација (нагиб) орбите у односу на раван еклиптике 17,461 степени, а орбитални период износи 1684,972 дана (4,613 године).
Апсолутна магнитуда астероида је 11,90 а геометријски албедо 0,066.
Астероид је откривен 30. јула 1970. године.